# Trisha Rae Stahl
Trisha Rae Stahl (* 10. srpna 1973) je americká herečka. Mezi filmy, ve kterých se objevila, patří Útočiště hrůzy a Kiss the Abyss. Měla také role v televizi (seriály Pohotovost, Napálené celebrity) a v internetových seriálech (The Romantic Foibles of Esteban). V září 2012 se připojila do čtvrté série amerického televizního seriálu Glee, kde hraje roli kuchařky Millie Rose. Pracovala také jako herečka v reklamách. Pochází z města Williamsport z Pensylvánie. Získala magisterský titul z Indiana University of Pennsylvania.